# Grosser Mythen
A Grosser Mythen hegycsúcs a Svájci-Alpokban helyezkedik el, Schwyz kanton, Schwyz várostól keletre, Svájcban. Alpthal falutól délre helyezkedik el, az Alp-folyó völgyének közelében. A Holzegg felől érhető el, egy olyan turistaúton, melyet csak a nyári hónapokban szabad használni. Geológiailag a penninikum idején képződött hegység maradványa. 
Bár a név hasonlít a német myth szóra, azonban mégsem ebből, hanem, a latin meta, azaz piramis, gúla szóból ered. Egészen a tizenkilencedik századig a nőnemű szavak közé sorolták, die Grossse Mythe előtaggal, ám az írott német nyelv terjedésével egyre inkább a hímnemű előtag került fölénybe, bár a nőnemű névelőt is használják a köznyelvben.

## Fordítás
- Ez a szócikk részben vagy egészben  a   Grosser Mythen című angol Wikipédia-szócikk ezen változatának fordításán alapul.  Az eredeti cikk szerkesztőit annak laptörténete sorolja fel. Ez a jelzés csupán a megfogalmazás eredetét és a szerzői jogokat jelzi, nem szolgál a cikkben szereplő információk forrásmegjelöléseként.